# エリック・トヒル
エリック・トヒル（インドネシア語: Erick Thohir, 1970年5月30日 - ）は、インドネシア・ジャカルタ出身の実業家。コングロマリット（複合企業）であるマハカ・グループのオーナーである。個人資産は80億ドルに及ぶとされている。

## 人物
1970年5月30日、インドネシアの首都ジャカルタに生まれた。父親のテディ・トヒルはインドネシア有数のコングロマリットであるアストラ・インターナショナルの設立者のひとりであり、ウイリアム・スリヤジャヤとともに共同経営者である。エリックは3人兄弟の末子であり、ひとりの兄と一人の姉がいる。兄のガリバルディ・トヒルは10億ドルの資産を持つ投資家であり、2013年にフォーブスが発表した長者番付では1250位（インドネシアでは19位）にランクインしている。
エリックは幼少時からファミリービジネスを手伝っていた。グレンデイル・コミュニティ・カレッジで文学士を、1993年にアメリカ・カリフォルニア州のナショナル・ユニバーシティで経営学修士 (MBA) を取得した。2009年時点で4人の子どもがいる。
アメリカからインドネシアに戻ると、Muhammad Lutfi、Wisnu Wardhana、R・Harry Zulnardyとともに、1993年にマハカ・グループを設立した。マハカは元々出版社だったが、2001年には破産に直面していたインドネシアの高級紙レプブリカを買収し、複数のテレビ局・複数のラジオ局を傘下に置くなどし、総合メディアグループとなった。

## スポーツとの関わり
インドネシアオリンピック委員会の副会長を務めた経験がある。

### バスケットボール
バスケットボール好きを公言しており、1999年にインドネシアのバスケットボールクラブであるサトリア・ムダ・ブリタマ・ジャカルタを買収した。また、ASEANバスケットボールリーグに参加するインドネシア・ウォリアーズの会長でもある。2006年まではインドネシアバスケットボール協会の会長であり、現在は東南アジアバスケットボール協会 (SEABA) の会長である。
2011年のNBAオールスターゲーム後、元バスケットボール代理人のジェイソン・レヴィエンとともに、アメリカのフィラデルフィア・セブンティシクサーズの買収交渉を行なった。セブンティシクサーズの買収団はハリウッド俳優のウィル・スミス、ウィルの妻で女優・歌手のジェイダ・ピンケット＝スミス、レヴィエン、トヒルなどで構成され、トヒルはアジア人として初めてNBAのチームのオーナーとなった。

### サッカー
幼少の頃からテレビでFIFAワールドカップを観戦しており、オランダ代表のプレーに夢中になったという。もっとも好きなインテルの選手にはニコラ・ヴェントラを挙げている。
リーガ・インドネシアに参加するペルシブ・バンドンの会長でもある。2012年7月、トヒルとレヴィエンはアメリカ・メジャーリーグサッカー (MLS) のD.C.ユナイテッドの筆頭株主となり、新スタジアム建設などの経営改善策を模索している。

### インテルの買収
2012年のプレシーズンにはイタリア・セリエAのインテルがインドネシアを訪れており、この際にインテルを目に留めたとされる。2013年5月にはインテルの買収に乗り出したことが報じられ、当初は20-30%の株式を保有して経営に参画する手はずだったが、9月18日には80-100%の株式を取得して筆頭株主となることで大筋の合意に達した。
10月15日、トヒル、ロサン・ロスラニ、ハンディ・ソテジョが経営するインターナショナル・スポーツ・キャピタル (ISC) は、インテルの株式の70%を取得して筆頭株主となった。買収額は3億5000万ユーロ（約465億円）。モラッティが経営するインテルナツィオナーレ・ホールディングが29.5%を保有し、その他の株主が0.5%を保有している。当初はマッシモ・モラッティが会長に留任する方向だったが、11月15日、インテルの取締役会でトヒルが新会長に任命され、クラブ初の外国人オーナーとなった。モラッティは会長職を退いて名誉会長となった。